# Ричард Рети
Ричард Селиг Рети (Базин, 28. мај 1889 — Праг, 6. јун 1929) био је аустроугарски, касније чехословачки шахиста, шаховски аутор и састављач шаховских студија.
Био је један од главних заговорника хипермодернизма у шаху. С изузетком Нимзовићеве књиге Мој систем, сматра се главним књижевним свараоцем покрета.

## Детињство
Рети је рођен у јеврејској породици у Базину, у Аустроугарској (данашњи Пезинок у Словачкој), гдје је његов отац радио као љекар у аустроугарској војсци.
Његов старији брат Рудолф Рети био је истакнути пијаниста, музички теоретичар и композитор. Он је прадјед њемачком сликару Елијасу Марији Ретију. Рети је дошао у Беч да студира математику на бечком универзитету.

## Шаховска каријера
Један од најбољих свјетских играча током 1910-их и 1920-их, он је почео своју каријеру као комбиновани шаховски играч, фаворизујући шаховска отварања као што су Краљев гамбит (1.e4 e5 2.ф4). Послије краја Првог свјетског рата, међутим, његов стил игре се промјенио, и постао је један од главних заговорника хипермодернизма, упоредо са Ароном Нимзовићем и осталима. С изузетком Нимзовићеве књиге Мој систем, сматра се главним књижевним свараоцем покрета. Највеће успјехе је имао између 1918. и 1921, у турнирма у Кашау (Кошице; 1918), Ротердам (1919), Амстердам (1920), Беч (1920), и Гетенбург (1921).
1925. поставио је свјетски рекорд за шах на слијепо са играних 29 игара симултално. Побиједио је 21, изједначио је 6, и изгубио је 2.
Рети је такође био угледан композитор шаховских завршница.

## Смрт
Рети је умро 6. јуна 1929. у Прагу од шарлаха. Његов пепео је сахрањен у гробу његовог оца, Др. Самуела Ретија, у јеврејској секцији Средишњег гробља у Бечу.

## Наслијеђе
Ретијево отварање (1.Сф3 д5 2.ц4) је названо послије њега. Рети је поразио свјетског шампиона Хосеа Раула Капабланку у Њујоршком шаховском такмичењу 1924. користећи ово отварање – Капабланкин првии пораз послије 8 година, његов једини пораз од Ретија и први од када је постао свјетски првак. Овај турнир је уједно био и једина прилика у којој је Рети побједио будућег свјетског првака Александра Аљехина, остварујући овај подвиг у истом броју потеза и истим коначним потезом (31.Тд1–д5).
Ретијеви списи постали су класици шаховске литературе. Модерне идеје у шаху (1923) и Мастери шаховске табле (1933) проучавају се данас.

### Позната завршна студија
|   | a                                                             | b                                                             | c                                                             | d                                                             | e                                                             | f                                                             | g                                                             | h                                                             |   |
| 8 | h8 white king · a6 black king · c6 white pawn · h5 black pawn | h8 white king · a6 black king · c6 white pawn · h5 black pawn | h8 white king · a6 black king · c6 white pawn · h5 black pawn | h8 white king · a6 black king · c6 white pawn · h5 black pawn | h8 white king · a6 black king · c6 white pawn · h5 black pawn | h8 white king · a6 black king · c6 white pawn · h5 black pawn | h8 white king · a6 black king · c6 white pawn · h5 black pawn | h8 white king · a6 black king · c6 white pawn · h5 black pawn | 8 |
| 7 | h8 white king · a6 black king · c6 white pawn · h5 black pawn | h8 white king · a6 black king · c6 white pawn · h5 black pawn | h8 white king · a6 black king · c6 white pawn · h5 black pawn | h8 white king · a6 black king · c6 white pawn · h5 black pawn | h8 white king · a6 black king · c6 white pawn · h5 black pawn | h8 white king · a6 black king · c6 white pawn · h5 black pawn | h8 white king · a6 black king · c6 white pawn · h5 black pawn | h8 white king · a6 black king · c6 white pawn · h5 black pawn | 7 |
| 6 | h8 white king · a6 black king · c6 white pawn · h5 black pawn | h8 white king · a6 black king · c6 white pawn · h5 black pawn | h8 white king · a6 black king · c6 white pawn · h5 black pawn | h8 white king · a6 black king · c6 white pawn · h5 black pawn | h8 white king · a6 black king · c6 white pawn · h5 black pawn | h8 white king · a6 black king · c6 white pawn · h5 black pawn | h8 white king · a6 black king · c6 white pawn · h5 black pawn | h8 white king · a6 black king · c6 white pawn · h5 black pawn | 6 |
| 5 | h8 white king · a6 black king · c6 white pawn · h5 black pawn | h8 white king · a6 black king · c6 white pawn · h5 black pawn | h8 white king · a6 black king · c6 white pawn · h5 black pawn | h8 white king · a6 black king · c6 white pawn · h5 black pawn | h8 white king · a6 black king · c6 white pawn · h5 black pawn | h8 white king · a6 black king · c6 white pawn · h5 black pawn | h8 white king · a6 black king · c6 white pawn · h5 black pawn | h8 white king · a6 black king · c6 white pawn · h5 black pawn | 5 |
| 4 | h8 white king · a6 black king · c6 white pawn · h5 black pawn | h8 white king · a6 black king · c6 white pawn · h5 black pawn | h8 white king · a6 black king · c6 white pawn · h5 black pawn | h8 white king · a6 black king · c6 white pawn · h5 black pawn | h8 white king · a6 black king · c6 white pawn · h5 black pawn | h8 white king · a6 black king · c6 white pawn · h5 black pawn | h8 white king · a6 black king · c6 white pawn · h5 black pawn | h8 white king · a6 black king · c6 white pawn · h5 black pawn | 4 |
| 3 | h8 white king · a6 black king · c6 white pawn · h5 black pawn | h8 white king · a6 black king · c6 white pawn · h5 black pawn | h8 white king · a6 black king · c6 white pawn · h5 black pawn | h8 white king · a6 black king · c6 white pawn · h5 black pawn | h8 white king · a6 black king · c6 white pawn · h5 black pawn | h8 white king · a6 black king · c6 white pawn · h5 black pawn | h8 white king · a6 black king · c6 white pawn · h5 black pawn | h8 white king · a6 black king · c6 white pawn · h5 black pawn | 3 |
| 2 | h8 white king · a6 black king · c6 white pawn · h5 black pawn | h8 white king · a6 black king · c6 white pawn · h5 black pawn | h8 white king · a6 black king · c6 white pawn · h5 black pawn | h8 white king · a6 black king · c6 white pawn · h5 black pawn | h8 white king · a6 black king · c6 white pawn · h5 black pawn | h8 white king · a6 black king · c6 white pawn · h5 black pawn | h8 white king · a6 black king · c6 white pawn · h5 black pawn | h8 white king · a6 black king · c6 white pawn · h5 black pawn | 2 |
| 1 | h8 white king · a6 black king · c6 white pawn · h5 black pawn | h8 white king · a6 black king · c6 white pawn · h5 black pawn | h8 white king · a6 black king · c6 white pawn · h5 black pawn | h8 white king · a6 black king · c6 white pawn · h5 black pawn | h8 white king · a6 black king · c6 white pawn · h5 black pawn | h8 white king · a6 black king · c6 white pawn · h5 black pawn | h8 white king · a6 black king · c6 white pawn · h5 black pawn | h8 white king · a6 black king · c6 white pawn · h5 black pawn | 1 |
|   | a                                                             | b                                                             | c                                                             | d                                                             | e                                                             | f                                                             | g                                                             | h                                                             |   |

Рети је компоновао једну од најпознатијих завршних студија, показаном на овом дијаграму. Објевљено је у Острауер Моргенцајтунг 4. децембра 1921. Чини се да је немогуће да бијели краљ ухвати напредног црног пјешака, док бијели пјешак може лако да заустави црног краља. Идеја рјешења је премјестити краља да напредује у оба пјешака истовремено користећи специфична својства шаховске геометрије.

## Публикације
- Modern Ideas In Chess (1923) Complete Transcription Архивирано на веб-сајту  (31. мај 2012)
- Masters Of The Chess Board. 1933.  978-0-486-23384-0.

## Истакнуте игре
- Рети vs. Акиба Рубинштајн, Карлсбад 1923, Краљев индијски напад (A11), 1–0 Модел игре за Рети-тип отварања.
- Рети vs. Хосе Раул Капабланка, Њујорк 1924, Енглеско отварање: Англо-индијски систем. (A15), 1–0 Позната побједа над Капабланком.
- Рети vs. Александар Аљехин, Њујорк 1924, Индијска игра: лондонски ситем (A48), 1–0 Ретијева једнина побједа над Аљехоином.
- Рети vs. Ефим Богољубов, Њујорк 1924, Енглеско отварање (A13), 1–0 Александар Аљехин је похвалио "сјајан закључак". Игра је освојила награду за сјај турнира.

Збирка његових игара је објевљена као Ретијеве шаховске игре, напоменуто од стране Х. Голомбека (Довер 1974).